# Zasilni izhod
Zasilni izhod je drama Petra Božiča. Izšla je leta 1970 pri založbi Obzorja.

## Osebe
- Cunjar
- Trgovec
- Dekle
- Pobožna starka
- Mlad človek
- Tujec
- Pes določene barve in določene velikosti
- Več podgan

## Vsebina
Zasute v zaklonišču Cunjar zabava s spomini iz svojega "prejšnjega" življenja, kakor pravi, ker so vsi zasuti obsojeni na smrt, eden od njih je že mrtev. Preden je umrl, je Cunjarju povedal nekaj o zasilnem izhodu. Cunjar meni, da se ga ne splača iskati, saj ni nobene bistvene razlike med zunaj in znotraj, tam kot tukaj človeka ogroža smrt, vseeno, če jih pobere malo prej ali malo kasneje. Vse je le "zamenjava prostorov", ki je brez smisla. Trgovec in Dekle Cunjarju ne verjameta, da resno misli, oba se oklepata vsak svojega smisla, vsak svojega upanja. Trgovec svojega poklica in imetja, Dekle svojih spominov na črnolasca, ki so ga ubili kot esesovskega krvnika. O Cunjarju mislita vse najslabše, prepričana sta, da izhod pozna, a da ju hoče izseljevati, ko se izkaže, da to ni res, pa mislita, da je norec. Starka se pogovora ne udeležuje, ona ima svoj izhod s seboj, saj lahko moli, kjerkoli je. Tedaj se pojavi podgana. Trgovcu se zbudi upanje, da jim bo ona pokazala izhod, saj je morala priti od zunaj. Toda Cunjar podgano ubije in na očitke, da je morilec, odgovarja, da smo vsi morilci, vsi mrtvi, ker sploh ne živimo, vse stvari so enako (ne)vredne; vsak lahko tudi tu opravlja svoj posel, v domišljiji, saj ta posel tako ali tako ni drugega kot privid. Po svoje je celo vesel, da so se tudi drugi znašli v zagati, ki jo on doživlja že celo življenje. Trgovec in Dekle podležeta njegovi sugestiji: on postavi stojnico in prodaja zelenjavo, ona v spemstvu črnolasca kupuje.
Zaslišijo se zvoki odkopavanja, stena se zruši, pojavi se Tujec in je začuden, kaj še delajo tukaj. Letalska vaja da je popolnoma uspela, lahko gredo domov, umrlega, žrtev nepredvidene nesreče, pa bodo dostojno pokopali. Vsi odidejo, le Cunjar ostane, njemu je tu prav tako dobro kot drugod.